# Sisa Waqa

a Compétitions nationales et continentales officielles uniquement.

b Matchs officiels uniquement.
Sisa Waqa, né le 29 avril 1986 à Suva (Fidji), est un joueur fidjien de rugby à XIII et de rugby à XV évoluant au poste d'ailier ou de centre. Il a effectué la majeure partie de sa carrière en rugby à XIII en débutant en National Rugby League avec les Roosters de Sydney lors de la saison 2009 mais réussit ses meilleures performances lorsqu'il rejoint le Storm de Melbourne entre 2011 et 2014 où il y remporte les deux plus prestigieux titres collectifs : la National Rugby League et le World Club Challenge en 2012. Il rejoint ensuite en 2015 les Raiders de Canberra. Il est également international fidjien et atteint avec la sélection la demi-finale de la Coupe du monde 2013. En 2016, il décide de changer de code pour le rugby à XV et rejoint le club français du FC Grenoble.

## Biographie
Sisa Waqa est le fils d'un ancien international fidjien de rugby à XV, Etuate Waqa et grandit dans un environnement rugbystique. Il suit une formation en rugby à XV toute son enfance devenant même international fidjien des moins de dix-sept ans.
Il déménage en 2008 à Sydney et joue à Gordon RFC disputant le Shute Shield. La franchise australienne de rugby à XV des Brumbies, évoluant en Super Rugby, lui propose alors un contrat mais la fédération australienne s'y oppose et refuse d'enregistrer son contrat du fait que Sisa Waqa a disputé des matchs avec la sélection fidjienne chez les juniors.
Il rebondit en changeant de code et le rugby à XIII en signant un contrat de deux ans avec les Roosters de Sydney en 2009 dans la National Rugby League. Il effectue une saison d'apprentissage marquant deux essais en sept rencontres. En 2010, il signe un contrat de trois ans avec le club français Montauban (rugby à XV), mais ce dernier club en difficultés financières casse le contrat. Waqa reste à Sydney mais n'entre plus dans les plans de jeu du club et joue en réserve.
En 2011, le Storm de Melbourne lui propose un contrat d'un an pour l'expérimenter. Waqa y joue finalement quatre saisons. Non titulaire les deux premières saisons, il devient ensuite incontournable au poste d'ailier à partir de 2013. Il y remporte les deux plus prestigieux titres à savoir la National Rugby League (14-4 contre les Bulldogs de Canterbury-Bankstown) et le World Club Challenge (18-14 contre les Rhinos de Leeds) en 2012. Il y côtoie quelques-uns des meilleurs joueurs du monde tels que Billy Slater, Cameron Smith ou Cooper Cronk.
En 2015, les Raiders de Canberra lui propose un contrat de deux ans. Waqa est replacé désormais au centre ne lui permettant pas d'exprimer la même efficacité.
En mars 2016, le FC Grenoble officialise le recrutement de Sisa Waqa pour deux saisons à partir de juin 2016 en fondant de nombreux espoirs sur lui.

## Palmarès
- Collectif :
  - Vainqueur du World Club Challenge : 2012 (Storm de Melbourne).
  - Vainqueur de la National Rugby League : 2012 (Storm de Melbourne).

### En sélection

#### Coupe du monde
| Édition         | Rang           | Résultats pays | Résultats Waqa | Matchs Waqa |
| --------------- | -------------- | -------------- | -------------- | ----------- |
| Angleterre 2013 | Demi-finaliste | 2 v, 0 n, 3 d  | 2 v, 0 n, 2 d  | 4/5         |

Légende : v = victoire ; n = match nul ; d = défaite.

### Statistiques
| Saison | Club             | Compétition           | Matchs | Points | Essais | Goals | Drops |
| ------ | ---------------- | --------------------- | ------ | ------ | ------ | ----- | ----- |
| 2009   | Sydney Roosters  | National Rugby League | 7      | 8      | 2      | -     | -     |
| 2011   | Melbourne Storm  | National Rugby League | 10     | 16     | 4      | -     | -     |
| 2012   | Melbourne Storm  | National Rugby League | 11     | 28     | 7      | -     | -     |
| 2013   | Melbourne Storm  | National Rugby League | 22     | 48     | 12     | -     | -     |
| 2014   | Melbourne Storm  | National Rugby League | 24     | 72     | 18     | -     | -     |
| 2015   | Canberra Raiders | National Rugby League | 21     | 24     | 6      | -     | -     |
| Total  | Total            | Total                 | 95     | 196    | 49     | 0     | 0     |